# Stenocercus doellojuradoi
Espèce
Synonymes
- Proctotretus doellojuradoi Freiberg, 1944

Stenocercus doellojuradoi est une espèce de sauriens de la famille des Tropiduridae.

## Répartition
Cette espèce est endémique d'Argentine. Elle se rencontre dans les provinces de Córdoba, de La Rioja, de San Luis et de Santiago del Estero.

## Publication originale
- Freiberg, 1944 : Una nueva especie de saurio del género Proctotretus Duméril et Bibron. Physis. Buenos Aires, vol. 19, p. 473-477.